# Герб Коїмбри
Ге́рб Кої́мбри — офіційний символ міста Коїмбра, Португалія. Використовується як територіальний герб. У червоному щиті золота чаша, пурпурна всередині. Праворуч її підтримує золотий крилатий змій, ліворуч — золотий бойовий лев. Тримачі золоті, з пурпурним озброєнням. Над чашею погруддя діви із золотою короною, білим мафорієм та пурпурним одягом. По боках від неї два малих герби Португалії. Щит увінчує срібна мурована міська корона з п'ятьма вежами. Внизу ланцюг із зіркою Ордена Вежі й Меча.
Під щитом біла стрічка, на якій великими літерами напис португальською: «cidade de Coimbra» (місто Коїмбра).  Офіційно затверджений 14 листопада 1930 року.  За легендою, коронована діва — свевська принцеса, змій — свевський король Герменерік, лев — аланський король, чаша — уособлення свевсько-аланського союзу.

## Історія
Перший герб Коїмбри відомий з воскового відбитку печатки 1240 року. На ньому зображено погруддя коронованої діви з мафорієм.
На новій печатці 1265 року був вже новий герб — погруддя коронованої діви, затиснене з боків португальськими щитками. Під погруддям розміщена композиція зі змією, що повзе до чаші, та квіткою. Цей герб Коїмбри використовувався до кінця XIV. Він зафіксований на документах, пов'язаних із проголошенням  Жуана І королем Португалії, що відбулося в Коїмбрі 6 квітня 1385 року.
Інший герб Коїмбри, подібний до сучасного, зафіксований на форалі короля Мануела І від 4 серпня 1516 року. Він має вигляд червоного щита зі срібною чашею, з якої постає коронована діва, одягнена в червоне; чашу підтримують золоті крилатий змій та лев. Це перше кольорове зображення герба Коїмбри, відоме геральдистам. Цей герб зустрічається на стінах Коїмбрської ратуші, а також різних документах, починаючи з XVI століття.
До XIX століття зображення герба Коїмбри не було уніфіковане, тому його малювали по-різному. Зокрема, тримачі чаші могли мінятися місцями, крилатого змія інколи малювали як змію або дракона, чашу малювали срібною або золотою, колір щита змінювали, а діву коронували найрізноманітнішими коронами.
1867 року було затверджене офіційне зображення герба Коїмбри, що повторював мотив з форалу 1516 року. Колір щита замінили на червоний, а сам щит увінчали герцогською короною. Після повалення монархії та проголошення Республіки в 1910 році цю корону замінили на муніципальну (міську). 1919 року, з нагоди нагородження міста Орденом Вежі й Меча, до герба додали зображення його зірки з ланцюгом. 1930 року, рішенням муніципальної влади, на гербі відновили португальські щитки, що були на міському гербі в середньовіччі, а також додали білу стрічку з назвою міста.

## Символіка

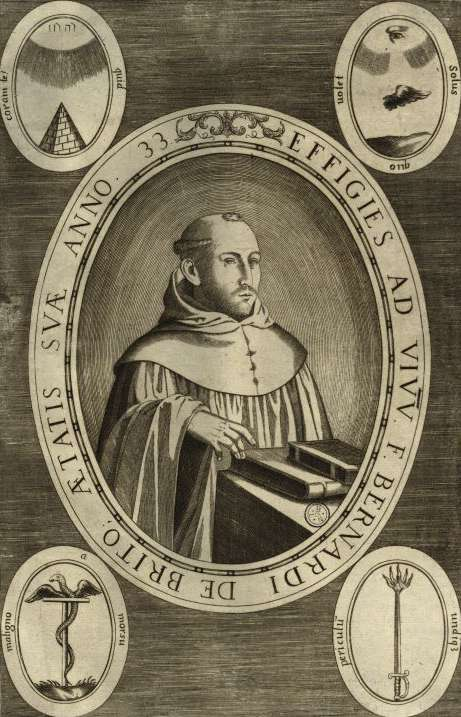
Бернарду де Бріту.

Точне значення фігур герба Коїмбри не до кінця зрозуміле. Найбільш відоме і розтиражоване тлумачення пов'язане з легендою, яку наводить в «Лузітанській монархії» хроніст-цистеріанець Бернарду де Бріту. Коли аланський король Атацес будував місто Коїмбру, на нього напали свеви під проводом Герменеріка, аби помститися за минулі поразки. Алани розбили свевів і прогнали їх від міста. Тоді Герменерік уклав із Атацесом мир, віддавши за нього свою улюблену доньку, красуню Циндазунду. Ці події увічнили у гербі збудованого міста. Відповідно, коронована діва — це свевська принцеса, лев — аланський король Атацес, змій — свевський король Герменерік, а чаша — символ шлюбу, свевсько-аланського союзу. Ця інтерпретація Бернанрда де Бріту стала найпопулярнішою в Португалії й, видозмінюючись, лягла в основу багатьох літературно-історичних творів.
Існували також інші пояснення герба Коїмбри. Так, у «Казці про Мондегу» Франсішку де Са де Міранди (1481—1558) коронована діва — це німфа Монда, дух річки Мондегу, на якій стоїть місто Коїмбра. Її охороняють священні істоти — лев і змій.
Жіл Вінсенте (1465—1536) у своїй «Комедії» згадував, що діва — це панна Колімена, донька кордовського короля Серідона, міфічного засновника Коїмбри. Діву ув’язнив варварський король Мондерігон, але змій і лев звільнили її. Ця подія була закарбована на міському гербі.
Інасіу де Морайш у «Коїмбрському енкомії» пов'язував герб Коїмбри із німфою Переною, улюбленицею Геракла. Завагітнівши від нього, вона вирішила сховати свою майбутню дитину в лісі. Але у пологах німфа народила не людину, а крилатого змія. У лісі на неї напали дикі звірі й з’їли її, лишивши тільки погруддя. Геракл знайшов його і заснував Коїмбру. На пам'ять про свою кохану він дав місту відповідний герб з погруддям німфи, змієм і левом, уособленням диких звірів.
Інше пояснення герба дав монах-єроніміт Ейтор Пінту (1528—1584) у своєму «Образі християнського життя». У нього коронова діва — це душа, що перемагає диявола, майстра насилля (лев) і підступності (змій). Оскільки Коїмбра була старою столицею Португальського королівства, то її герб — це символ самої Португалії, що перемогла маврів, слуг диявола. Подібну звитяжну інтерпретацію Коїмбрського герба знаходимо в Педру де Маріжа, який вважав, що коронована діва — це символ непереможного міста, а лев і змій — кастильці та маври.
В жовтні 1625 року, після канонізації португальської королеви Ізабели, монах Жорже Піньєйру на проповіді тлумачив короновану діву Коїмбри як уособлення святої королеви-миротвориці, яка вносить злагоду між кастильським левом та португальським драконом-змієм.

## Галерея

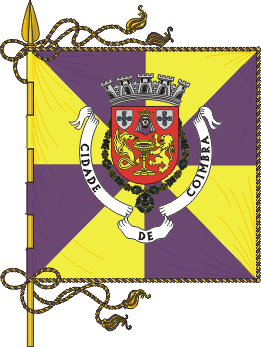
Прапор
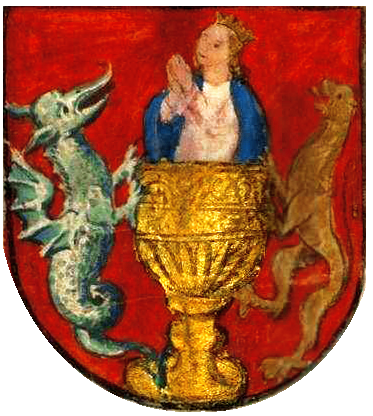
1675, «Thesouro de Nobreza»
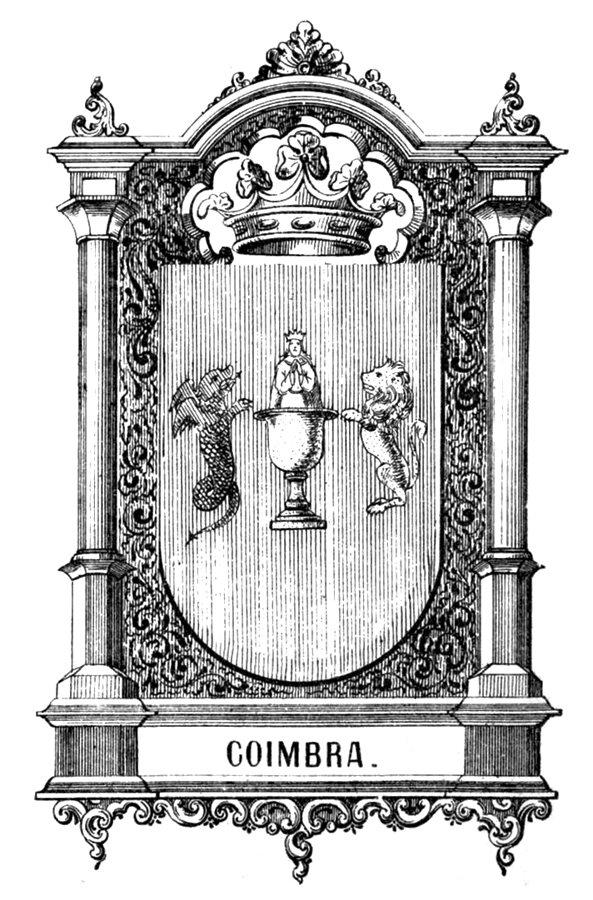
1860
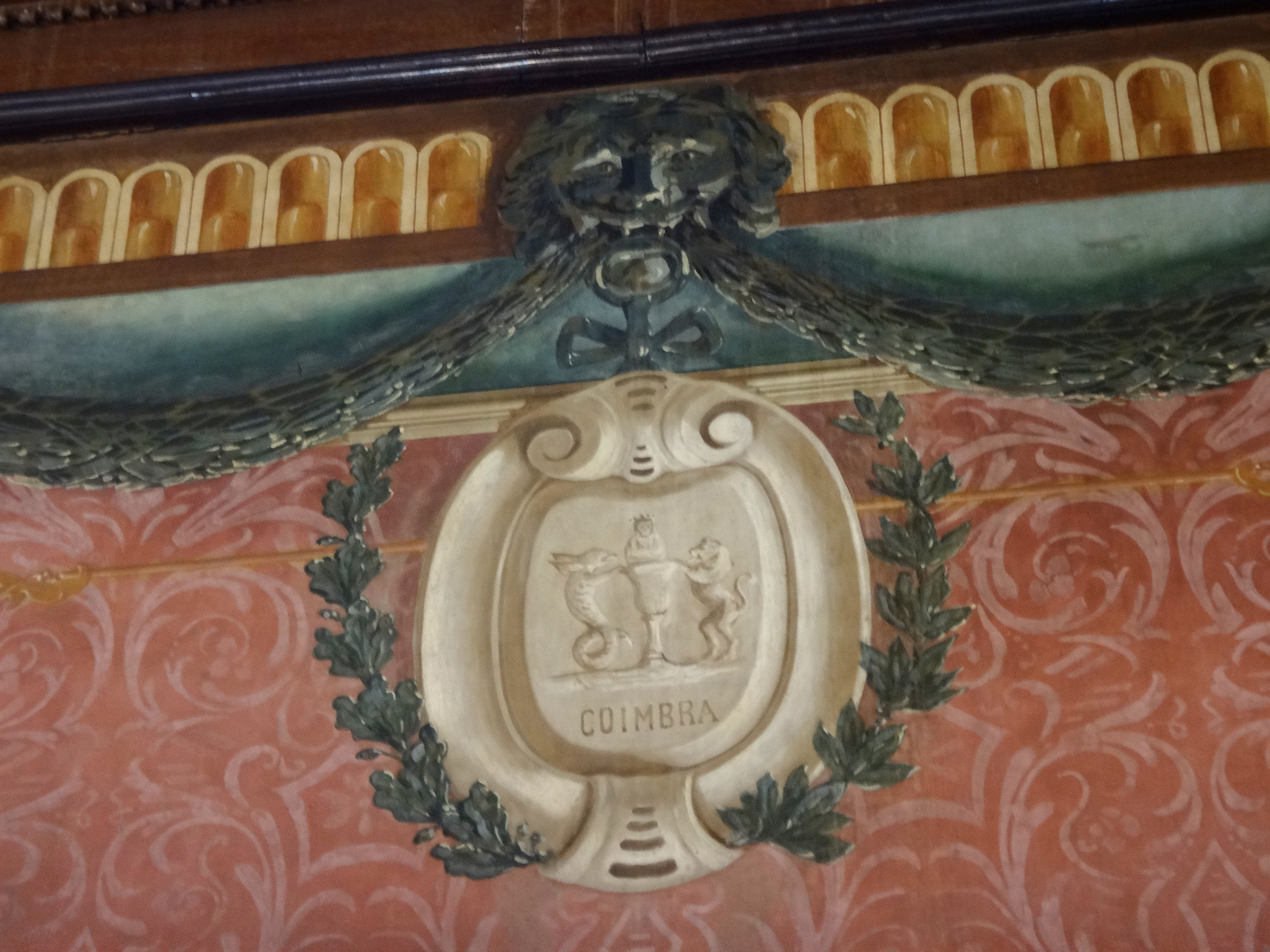
1895
Малий герб